# 金伯陽 (1907年)
金伯陽（1907年10月—1933年11月15日），字久光，原名金永緒。共產黨黨員，曾任中華工學會幹事、中共滿洲省委候補委員、省委常委。

## 生平
1925年3月金伯陽從旅順師範附屬公學堂高等科畢業，之後經王立功介紹加入中國共產主義青年團，12月被選為大連中華工學會宣傳教育部幹事。1926年4月參與大連福紡紗廠的工人罷工，並擔任宣傳工作，同年末任北滿地委交通員。1927年8月受中共滿洲省委指示至哈爾濱工作。1929年正式加入共產黨，1931年12月任中共滿洲省委常委。1933年11月15日金川縣漢龍灣撤離時中彈殉國。

## 紀念
2015年8月24日，被列入民政部公布的第二批600名著名抗日英烈和英雄群體名錄。
中共建政後為了紀念金伯陽，在旅順解放橋西側，勝利塔東面的公園命名為金伯陽公園，園內有一座金伯陽烈士像，正面鐫刻著「抗日英雄金伯陽」六個大字。